# نيو بلايموث (نيوزيلندا)
نيو بلايموث (بالماورية: Ngāmotu‏) مدينة تقع في إقليم تاراناكي على الساحل الغربي للجزيرة الشمالية لنيوزيلندا.

## المناخ
يظهر الجدول التالي التغييرات المناخية على مدار السنة لنيو بلايموث:
| البيانات المناخية لـنيو بلايموث    | البيانات المناخية لـنيو بلايموث | البيانات المناخية لـنيو بلايموث | البيانات المناخية لـنيو بلايموث | البيانات المناخية لـنيو بلايموث | البيانات المناخية لـنيو بلايموث | البيانات المناخية لـنيو بلايموث | البيانات المناخية لـنيو بلايموث | البيانات المناخية لـنيو بلايموث | البيانات المناخية لـنيو بلايموث | البيانات المناخية لـنيو بلايموث | البيانات المناخية لـنيو بلايموث | البيانات المناخية لـنيو بلايموث | البيانات المناخية لـنيو بلايموث |
| الشهر                              | يناير                           | فبراير                          | مارس                            | أبريل                           | مايو                            | يونيو                           | يوليو                           | أغسطس                           | سبتمبر                          | أكتوبر                          | نوفمبر                          | ديسمبر                          | المعدل السنوي                   |
| ---------------------------------- | ------------------------------- | ------------------------------- | ------------------------------- | ------------------------------- | ------------------------------- | ------------------------------- | ------------------------------- | ------------------------------- | ------------------------------- | ------------------------------- | ------------------------------- | ------------------------------- | ------------------------------- |
| الدرجة القصوى °م (°ف)              | 30.6 (87.1)                     | 29.5 (85.1)                     | 29.0 (84.2)                     | 24.9 (76.8)                     | 21.7 (71.1)                     | 19.8 (67.6)                     | 18.0 (64.4)                     | 19.9 (67.8)                     | 21.6 (70.9)                     | 22.3 (72.1)                     | 26.4 (79.5)                     | 29.9 (85.8)                     | 30.6 (87.1)                     |
| متوسط درجة الحرارة الكبرى °م (°ف)  | 21.7 (71.1)                     | 22.1 (71.8)                     | 20.9 (69.6)                     | 18.6 (65.5)                     | 16.0 (60.8)                     | 14.0 (57.2)                     | 13.3 (55.9)                     | 14.0 (57.2)                     | 15.0 (59.0)                     | 16.1 (61.0)                     | 18.1 (64.6)                     | 19.9 (67.8)                     | 17.5 (63.5)                     |
| المتوسط اليومي °م (°ف)             | 17.8 (64.0)                     | 18.0 (64.4)                     | 16.8 (62.2)                     | 14.5 (58.1)                     | 12.2 (54.0)                     | 10.4 (50.7)                     | 9.5 (49.1)                      | 10.3 (50.5)                     | 11.5 (52.7)                     | 12.8 (55.0)                     | 14.5 (58.1)                     | 16.3 (61.3)                     | 13.7 (56.7)                     |
| متوسط درجة الحرارة الصغرى °م (°ف)  | 13.8 (56.8)                     | 13.9 (57.0)                     | 12.7 (54.9)                     | 10.4 (50.7)                     | 8.5 (47.3)                      | 6.8 (44.2)                      | 5.8 (42.4)                      | 6.6 (43.9)                      | 8.0 (46.4)                      | 9.5 (49.1)                      | 10.9 (51.6)                     | 12.7 (54.9)                     | 10.0 (50.0)                     |
| أدنى درجة حرارة °م (°ف)            | 4.2 (39.6)                      | 2.8 (37.0)                      | 2.6 (36.7)                      | 0.0 (32.0)                      | −0.8 (30.6)                     | −2.4 (27.7)                     | −2.6 (27.3)                     | −2.3 (27.9)                     | −2.2 (28.0)                     | −0.1 (31.8)                     | 1.2 (34.2)                      | 2.1 (35.8)                      | −2.6 (27.3)                     |
| الهطول مم (إنش)                    | 114.5 (4.51)                    | 85.4 (3.36)                     | 126.5 (4.98)                    | 125.4 (4.94)                    | 97.1 (3.82)                     | 152.6 (6.01)                    | 131.1 (5.16)                    | 117.2 (4.61)                    | 104.8 (4.13)                    | 117.8 (4.64)                    | 100.3 (3.95)                    | 113.1 (4.45)                    | 1٬398 (55.04)                   |
| متوسط أيام هطول الأمطار (≥ 1.0 mm) | 8.9                             | 7.7                             | 9.8                             | 9.8                             | 12.3                            | 13.6                            | 12.6                            | 13.4                            | 12.6                            | 14.1                            | 10.5                            | 9.5                             | 135.5                           |
| متوسط الرطوبة النسبية (%)          | 80.9                            | 82.5                            | 81.8                            | 82.4                            | 85.4                            | 86.1                            | 85.7                            | 84.4                            | 82.7                            | 82.8                            | 80.1                            | 81.4                            | 83.1                            |
| ساعات سطوع الشمس الشهرية           | 248.4                           | 225.0                           | 212.8                           | 177.8                           | 143.9                           | 118.1                           | 138.0                           | 162.7                           | 162.6                           | 189.6                           | 206.9                           | 211.6                           | 2٬197٫2                         |
| المصدر #1: NIWA Climate Data       |                                 |                                 |                                 |                                 |                                 |                                 |                                 |                                 |                                 |                                 |                                 |                                 |                                 |
| المصدر #2: Météo Climat            |                                 |                                 |                                 |                                 |                                 |                                 |                                 |                                 |                                 |                                 |                                 |                                 |                                 |

## مدن شقيقة
- كونمينغ، يونان، الصين
- ميشيما،، شيزوكا، اليابان[4][5]

## أعلام
- بيتر بيرك
- أنتوني ماكارتن
- روس براون
- ميلاني لينسكي
- أندرو ليتل
- إدوارد ميتكالف سميث
- بيرسي سميث
- باري ماجي
- مارثا كينغ
- إرنست كوربيت